# ROT13

Exempel på en enkel ROT13-kryptering. HELLO blir till URYYB och tvärtom.

Rot13 är ett enkelt chiffer som förskjuter varje bokstav 13 platser i alfabetet. A blir därför N, B blir O, och så vidare. I alfabet som har 26 bokstäver har Rot13 fördelen jämfört med andra förskjutningschiffer att krypteringsoperationen är sin egen invers; om man kör den krypterade texten genom Rot13 igen får man tillbaka klartexten. Rot13 har sedan 1980-talet varit populärt på Internet som "Usenets motsvarighet till att skriva klurighetslösningar uppochner i en tidning".
För att fungera med alfabet med andra antal bokstäver måste förskjutningen ändras. För alfabet med udda antal bokstäver (som det svenska) kommer förskjutning framåt och bakåt att ha olika effekt oberoende. En lösning är att använda ROT13 på de bokstäver som ingår i det engelska alfabetet och lämna övriga tecken orörda. Så fungerar ROT13 i allmänhet utan modifiering, då främmande bokstäver helt enkelt betraktas likvärdiga med skiljetecken, siffror etc.